# Ab 18
Ab 18 es el sexto álbum de Die Ärzte. Es una recopilación de canciones para mayores de 18 años, de las cuales, 3 estuvieron prohibidas en Alemania hasta 2004.

## Canciones
1. Sie kratzt, sie stinkt, sie klebt [ella molesta, ella apesta, ella suda] (Urlaub/Urlaub) - 2:31
2. Geschwisterliebe [Amor prohibido] (Urlaub/Urlaub) - 4:11
3. Helmut K. (Felsenheimer, Liebing, Urlaub/Felsenheimer, Liebing, Urlaub) - 2:34
4. Claudia hat 'nen Schäferhund [Claudia tiene un pastor alemán] (Urlaub/Urlaub) - 2:00
5. Claudia II (Urlaub/Urlaub) - 2:30
6. Sweet sweet Gwendoline [Dulce, dulce Gwendoline] (Urlaub/Urlaub) - 2:55
7. Schlaflied [Canción de dormir] (Urlaub/Urlaub) - 4:30

## Información extra
- Canciones 1, 3, 5 son nuevas
- Canciones 2, 6 de Die Ärzte Album
- Canciones 4, 7 de Débil

- Datos: Q303869